# Vadim Karpov
Vadim Jur'evič Karpov (in russo Вадим Юрьевич Карпов?; Kotlas, 14 luglio 2002) è un calciatore russo, difensore dell'Ufa.

## Caratteristiche tecniche
È un difensore centrale dal fisico longilineo e forte di testa.

## Carriera
Cresciuto nel settore giovanile dello Zenit San Pietroburgo, nel 2017 è passato al CSKA Mosca. Ha esordito in prima squadra il 19 settembre 2019 disputando l'incontro di Europa League perso 5-1 contro il Ludogorec.

## Statistiche
Statistiche aggiornate al 9 novembre 2020.

### Presenze e reti nei club
| Stagione        | Squadra         | Campionato      | Campionato | Campionato | Coppe nazionali | Coppe nazionali | Coppe nazionali | Coppe continentali | Coppe continentali | Coppe continentali | Altre coppe | Altre coppe | Altre coppe | Totale | Totale | Totale |
| Stagione        | Squadra         | Comp            | Pres       | Reti       | Comp            | Pres            | Reti            | Comp               | Pres               | Reti               | Comp        | Pres        | Reti        | Pres   | Reti   |        |
| --------------- | --------------- | --------------- | ---------- | ---------- | --------------- | --------------- | --------------- | ------------------ | ------------------ | ------------------ | ----------- | ----------- | ----------- | ------ | ------ | ------ |
| 2019-2020       | CSKA Mosca      | PL              | 13         | 0          | CR              | 1               | 0               | UEL                | 5                  | 0                  |             | -           | -           | 19     | 0      |        |
| 2020-2021       | CSKA Mosca      | PL              | 7          | 0          | CR              | 0               | 0               | UEL                | 0                  | 0                  |             | -           | -           | 7      | 0      |        |
| Totale carriera | Totale carriera | Totale carriera | 20         | 0          |                 | 1               | 0               |                    | 5                  | 0                  |             | -           | -           | 26     | 0      |        |